# ۲۰۷ (میلادی)
۲۰۷ (میلادی) دویست  و هفتمین سال تقویم میلادی است.

## درگذشتگان
‎